# Edward Załężny
Edward Załężny (ur. 20 grudnia 1957 w Kluczborku) – polski piłkarz, obrońca.
Karierę zaczynał w rodzinnym mieście. W wieku 19 lat trafił do Stali Mielec i w tym klubie debiutował w pierwszej lidze. Od 1979 do 1984 był zawodnikiem warszawskiej Legii. W tym okresie dwukrotnie zdobył Puchar Polski (1980, 1981). Karierę kończył polonijnym klubie SAC Wisła Chicago.
W reprezentacji Polski debiutował 22 czerwca 1980 w meczu z Irakiem, ostatni raz zagrał w tym samym roku. Łącznie w reprezentacji rozegrał 4 spotkania.